# گمینا ستاره کورووو
گمینا ستاره کورووو (به لهستانی:  Gmina Stare Kurowo) یک گمینا در لهستان است که در شهرستان ستژلتس-درزدنکو واقع شده‌است. گمینا ستاره کورووو ۷۷٫۸۸ کیلومتر مربع مساحت و ۴٬۱۵۹ نفر جمعیت دارد.